# Thomas Corriveau
Pour les articles homonymes, voir Corriveau.
Thomas Corriveau, né à Sainte-Foy en juillet 1957, est un artiste visuel, réalisateur de films d'animation et professeur à l'École des arts visuels et médiatiques de l'Université du Québec à Montréal. Il est cofondateur, avec Gisèle Trudel et Michel Boulanger, du laboratoire de recherche-création Grupmuv, consacré au dessin et l'image en mouvement dans les pratiques artistiques contemporaines. Il est le fils de l'écrivaine Monique Corriveau.

## Biographie
Thomas Corriveau a obtenu une maîtrise en beaux-arts de lʼUniversité Concordia en 1988. Après avoir enseigné à titre de chargé de cours durant douze ans au département d'arts visuels de l'Université d'Ottawa, il est devenu en 2012 professeur à lʼÉcole des arts visuels et médiatiques de lʼUniversité du Québec à Montréal.

## Œuvre
À travers la peinture, la sculpture, la photographie ou l'image animée, la pratique artistique de Thomas Corriveau explore en grande partie les possibilités de représentation de la figure humaine. L'artiste déconstruit les images, les ré-assemble, multiplie les points de vue et cherche ainsi à bousculer nos habitudes perceptuelles. Il participe également à des projets de spectacles multidisciplinaires alliant le dessin animé à la danse ou au théâtre, et a créé depuis le début des années 1980 une quinzaine d’œuvres publiques intégrées à l’architecture au Québec.
L'ensemble de ses œuvres s'échelonne sur plus de 30 ans. Celles-ci ont fait l'objet de nombreuses expositions tant au Québec qu'à l'international.

## Œuvres principales

### Films d'animation
- Madame de Créhaux, 16 mm couleur, 2 minutes 30 secondes, 1981
- Kidnappé, 16 mm couleur, 8 minutes 12 secondes, 1988[9]
- Depuis le silence, film d’animation, 9 minutes 48 secondes, 2016
- La Bêtise, film d’animation, 6 minutes 44 secondes, 2016
- Ils dansent avec leurs têtes / They Dance With Their Heads, film d’animation, 8 minutes 27 secondes, 2021
- Marie · Eduardo · Sophie, court métrage, 2022, (Marie Mougeolle, Eduardo Ruiz Vergara et Sophie Corriveau)[10]

### Arts visuels
- Livreur de journaux, huile sur toile, 1987, Musée national des beaux-arts du Québec[11]
- Passions, série, acrylique sur toile, 2014-2016

### Installations
- Premier ministre en chambre, 2013

### Art public
- Bonjour, Monsieur P. , Centre d'accueil Saint-Margaret, Montréal, 1991
- Un roman dans la ville, Bibliothèque multiculturelle, Laval, 1991
- Collines, Centre hospitalier Cité de la Santé, Laval, 1993
- Enfants des rivières, École primaire de la Source, Lavaltrie, 1995
- Lieux de mémoire, Centre d'accueil Fernand Larocque, Laval, 1999
- Échos, Centre hospitalier régional de Lanaudière, Saint-Charles-Borromée, 2001
- Mécaniques célestes, Centre d’études professionnelles, Saint-Jérôme, 2002
- En regardant les étoiles, Joliette High School, Joliette, 2005
- Après la partie, École secondaire Saint-Stanislas, Saint-Jérôme, 2007
- Attractions: voie lactée (2001), Bibliothèque Yves-Thériault, Laval, 2007
- Valet de trèfle, Centre des loisirs de Saint-Laurent, Montréal, 2007
- Le passant, Campus jeunesse, Centres jeunesse de Lanaudière, Joliette, 2009
- Lou-Qian à la flûte, Résidence des professeurs du Camp musical de Lanaudière, Saint-Côme, 2009
- Horizons, CLSC Thérèse-De Blainville, Sainte-Thérèse, 2010
- Conversations, Maison Richelieu (Centre d’entraide Racine-Lavoie), Saint-Eustache, 2010
- Liberté d’action, École secondaire Vincent-Massey, Montréal, 2015

### Livres d'artistes
- Relire (sérigraphie sur papier, 2016)
- Trous cailloux (sérigraphie sur papier, 2015)

### Collaborations
- Jusqu'au silence de Sophie Corriveau. Production de Danse Cité, Agora de la danse (Montréal) du 12 au 15 octobre 2011. Projection d'images animées.
- Pour un oui ou pour un non de Nathalie Sarraute. Production du Théâtre Galileo, mise en scène de Christiane Pasquier, Théâtre Prospero (Montréal) du 15 janvier au 9 février 2013. Projection d'images animées.

## Expositions
- 1984 Thomas Corriveau — Suzelle Levasseur, Galerie Yajima, Montréal.
- 1986 Oeuvres avec Robert Holland Murray, Peter Krausz et Irene F. Whittome. Studio Blanc, Montréal.
- 1986 Prénoms, Optica, Montréal.
- 1988 Courir, Galerie Chantal Boulanger, Montréal.
- 1989 L'Oeil de Poisson, Québec.
- 1991 Services culturels du Québec, Paris.
- 1991 Galerie Chantal Boulanger, Montréal.
- 1993 Galerie Verticale, Québec.
- 1993 Dazibao, Montréal.
- 1994 Lou-Qian à la maison (Série Projet 12), Musée d'art contemporain de Montréal.
- 1994 Cadrages nomades, Services culturels de l'Ambassade du Canada à Paris.
- 1997 Joseph, Guy, Monique, Michel, Céline, Lou-Qian, Alice..., Galerie Verticale, Laval.
- 1997 Galerie Graff, Montréal.
- 1997 Sortis des murs, Centre d’exposition Plein Sud, Longueuil.
- 1999 Nouvelles têtes, Galerie Graff, Montréal.
- 2000 Têtes et autres figures, Centre Vu, Québec.
- 2000 Maison de Arts de Laval.
- 2001 Attractions, Musée d'art de Joliette, Québec[8].
- 2002 Attractions, Galerie d'art d'Ottawa.
- 2002 Percées, Atelier d’estampe Sagamie, Alma.
- 2002 Attractions, Musée régional de Rimouski.
- 2002 Trouées, Galerie Graff, Montréal.
- 2005 En grand nombre, Galerie Graff, Montréal.
- 2007 Autofictions, Centre Sagamie, Alma.
- 2008 Autofictions, Galerie Graff, Montréal
- 2011 Sauts et vertiges, Galerie Graff, Montréal.
- 2011 Vertiges, Laboratoire de l’Agora de la danse, Montréal.
- 2014 Désastres en Canada, Galerie Graff, Montréal, du 6 février au 8 mars 2014.
- 2014 Têtes de 1992 à 2014, Galerie du Théâtre, Magog, du 7 août au 7 septembre 2014.
- 2014 Désastres en Canada / Disasters in Canada, Engramme, Québec, du 15 novembre au 14 décembre 2014.
- 2017 Collections, Galerie Graff, Montréal, du 9 février au 11 mars 2017.

## Distinctions
- Prix Graff à la mémoire de Pierre Ayot, 1996[12]